# Sáfár Imre
Sáfár Imre (1769 körül – Kassa, 1823. január 5.) jogi doktor, jogakadémiai tanár.

## Élete
A kassai akadémiához nevezték ki a politikai tudományoknak, a curialis stylus, a váltó- és kereskedelmi törvények rendes tanárának; közben a nagyváradi jogakadémia helyettes tanára is volt 1804-től 1806-ig. Meghalt 1823. január 5-én Kassán szélütés következtében 54. évében.

## Munkái
- Positiones ex politia, quas in regia academiae Cassoviensi ex institutionibus E. S. a. 1799. publice propugnandas susceperunt Carolus Klobusitzky... Cassoviae.
- Positiones ex universo jure patrio, et universis scientiis politicis ac stylo curiali politico. Cassoviae, 1808.
- Oratio funebris, qua domino Mauritio libero baroni Sahlhausen in palatio regiae academiae Cassoviensis die 12. Nov. 1811. parentavit. Cassoviae.
- Institutiones juris cambialis. Budae, 1825. (Magyarul: Váltójog. Ford. és világosító jegyzetekkel bővítve és (Magyarországra alkalmazva kiadta Stettner György. Pest, 1832.)